# لارچانو
لارچانو (به ایتالیایی: Larciano) یک کومونه در ایتالیا است که در استان پیستویا واقع شده‌است.

## خصوصیات
لارچانو ۲۴٫۹ کیلومترمربع مساحت و ۶٬۰۴۳ نفر جمعیت دارد و ۵۰ متر بالاتر از سطح دریا واقع شده‌است.